# Pinus elliottii
Pinus elliottii ist ein immergrüner Nadelbaum aus der Gattung der Kiefern (Pinus) mit meist 18 bis 25 Zentimeter langen, meist in Zweier- oder Dreiergruppen angeordneten Nadeln und 9 bis 15 Zentimeter langen Samenzapfen. Das natürliche Verbreitungsgebiet liegt im Südosten der Vereinigten Staaten und reicht bis in den Süden von Florida und auf die Florida Keys. Es werden zwei Varietäten unterschieden. Die Art ist nicht gefährdet und ein wirtschaftlich wichtiger Lieferant von Harz und Holz, wird jedoch kaum gärtnerisch genutzt.

## Beschreibung

### Erscheinungsbild
Pinus elliottii wächst als immergrüner, bis 30 Meter hoher Baum. Der Stamm ist gerade oder verdreht und erreicht einen Brusthöhendurchmesser von bis zu 80 Zentimeter. Die Stammborke ist orangebraun bis purpurbraun und zerbricht in große, unregelmäßig rechteckige, dünn papierartige oder schuppige Platten, die durch unregelmäßig verlaufende Risse getrennt sind. Die Äste stehen waagrecht und bilden eine breite, kuppelförmige, offene Krone. Die benadelten Zweige sind kräftig, häufig bis zu 1 Zentimeter dick, anfangs orangebraun und später rotbraun bis dunkelbraun. Sie sind nach dem Verlust der Nadeln durch bleibende Pulvini rau.

### Knospen und Nadeln
Die Knospen sind eiförmig-zylindrisch bis zylindrisch, 1,5 bis 2,0 Zentimeter lang und nicht harzig. Die als Knospenschuppen ausgebildeten Niederblätter haben einen weißen oder silbrigen Rand. Die Nadeln wachsen in Paaren oder zu dritt in einer 15 bis 20 Millimeter langen Nadelscheide und bleiben meist zwei selten drei Jahre am Baum. Sie sind gelblich grün oder bläulich grün, biegsam, gerade und leicht verdreht, selten ab 15 meist 18 bis 25 und manchmal bis 30 Zentimeter lang und 1,2 bis 1,5 Millimeter breit. Der Nadelrand ist fein gesägt, das Ende kurz spitzig bis kurz zugespitzt. Auf allen Nadelseiten gibt es schmale Spaltöffnungslinien.

### Zapfen und Samen
Die Pollenzapfen wachsen spiralig angeordnet in Gruppen. Sie sind zylindrisch, 3 bis 4 Zentimeter lang, anfangs purpurn und später dunkel- oder mattbraun. Die Samenzapfen wachsen einzeln oder in Paaren. Sie sind beinahe sitzend oder bis zu 3 Zentimeter lang gestielt, selten ab 7 meist 9 bis 15 und manchmal bis 18 Zentimeter lang, geschlossen schmal eiförmig bis eiförmig-länglich und geöffnet breit eiförmig bis eiförmig-zylindrisch mit einer mehr oder weniger abgeflachten Basis. Die Samenschuppen sind dünn und holzig, unelastisch und hellbraun. Die Apophyse ist glänzend braun, erhöht und scharf quer gekielt. Der Umbo ist mit einem festen, kurzen Stachel bewehrt. Die Samen sind ellipsoid, 6 bis 7 Millimeter lang und dunkelbraun. Der Samenflügel ist 20 bis 30 Millimeter lang. Die Sämlinge können anfangs grasförmig wachsen.

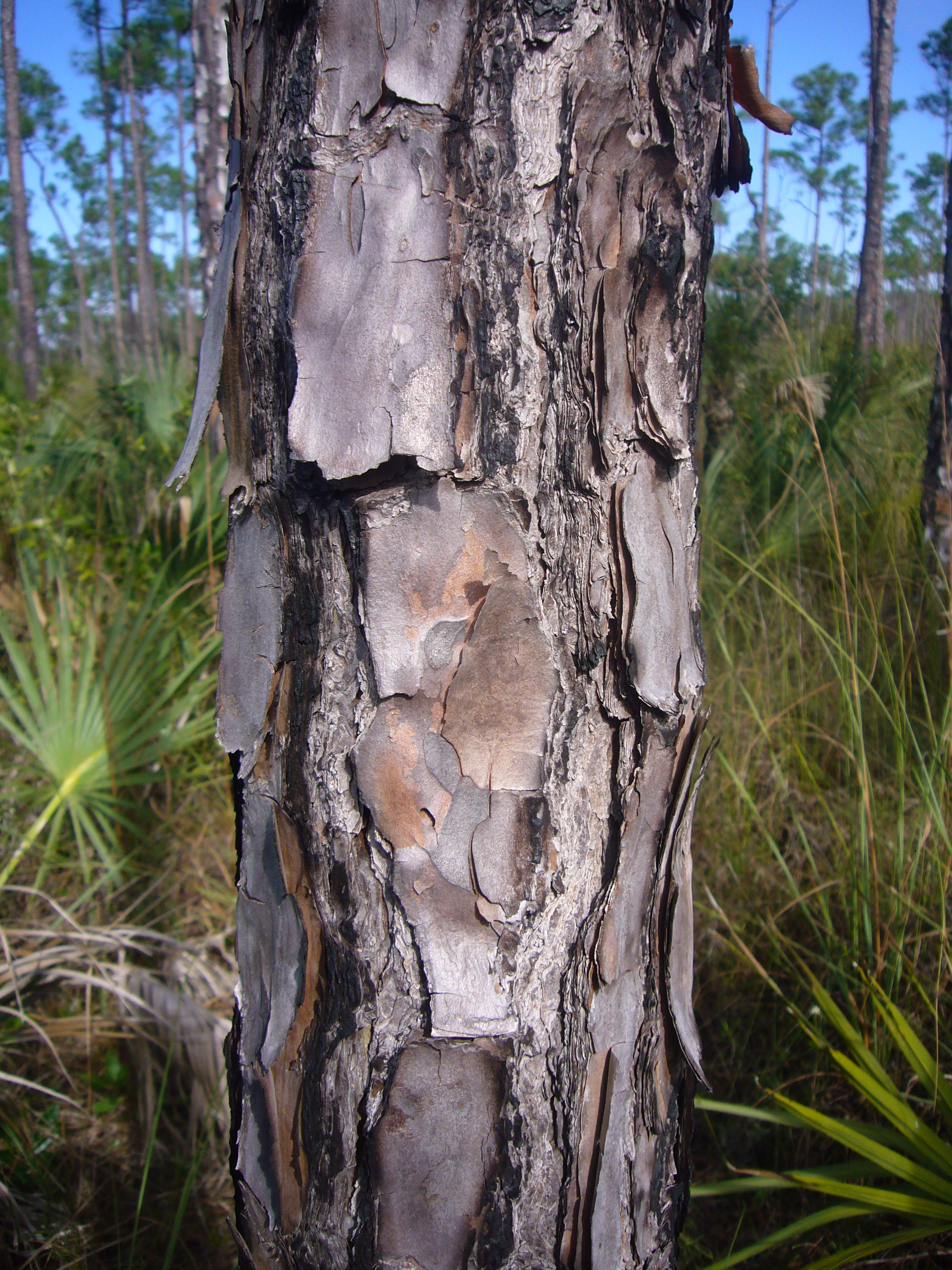
Borke
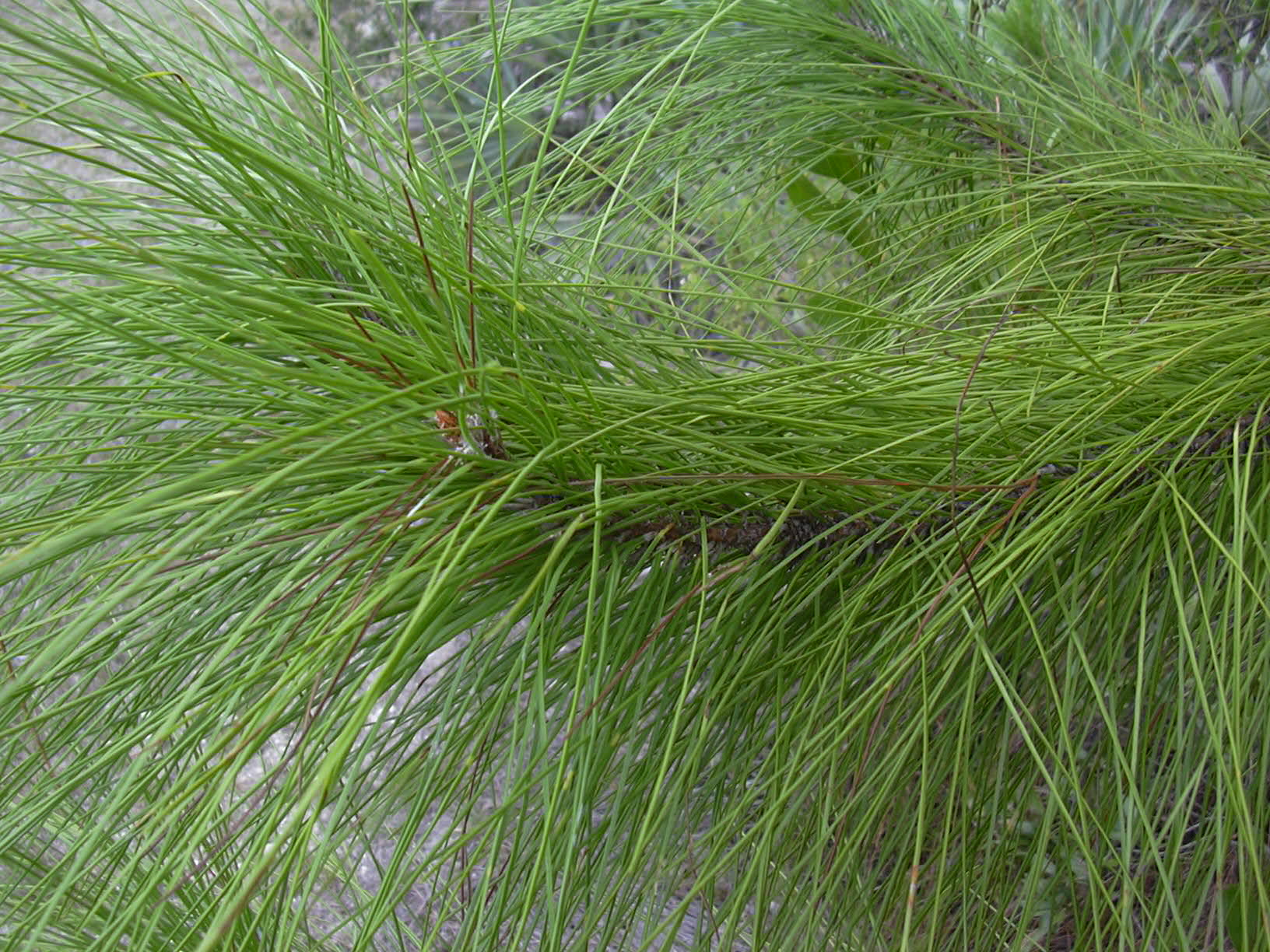
Nadeln
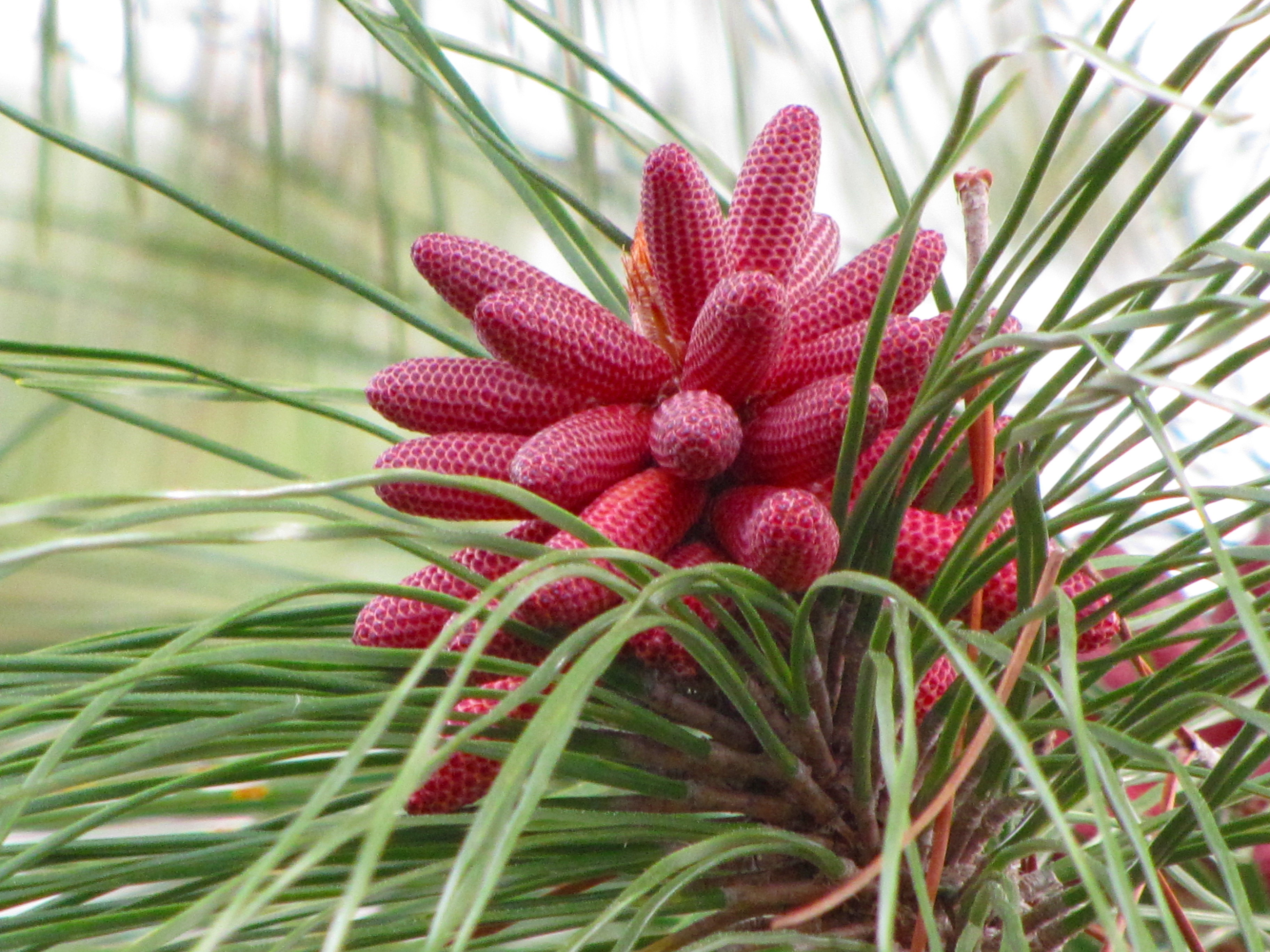
Männliche Blütenzapfen
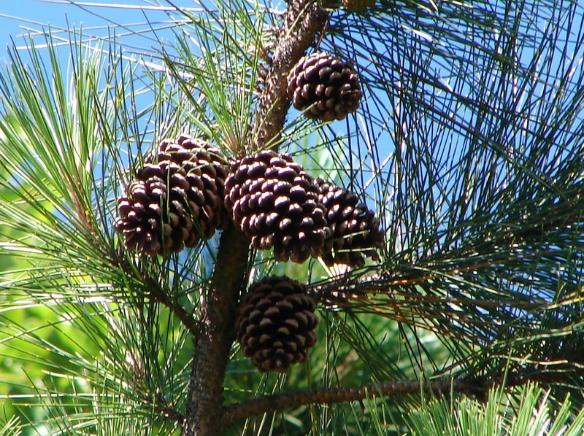
Zweig mit Nadeln und Samenzapfen

### Chromosomenzahl
Die Chromosomenzahl beträgt 2n=24.

## Verbreitung, Ökologie und Gefährdung

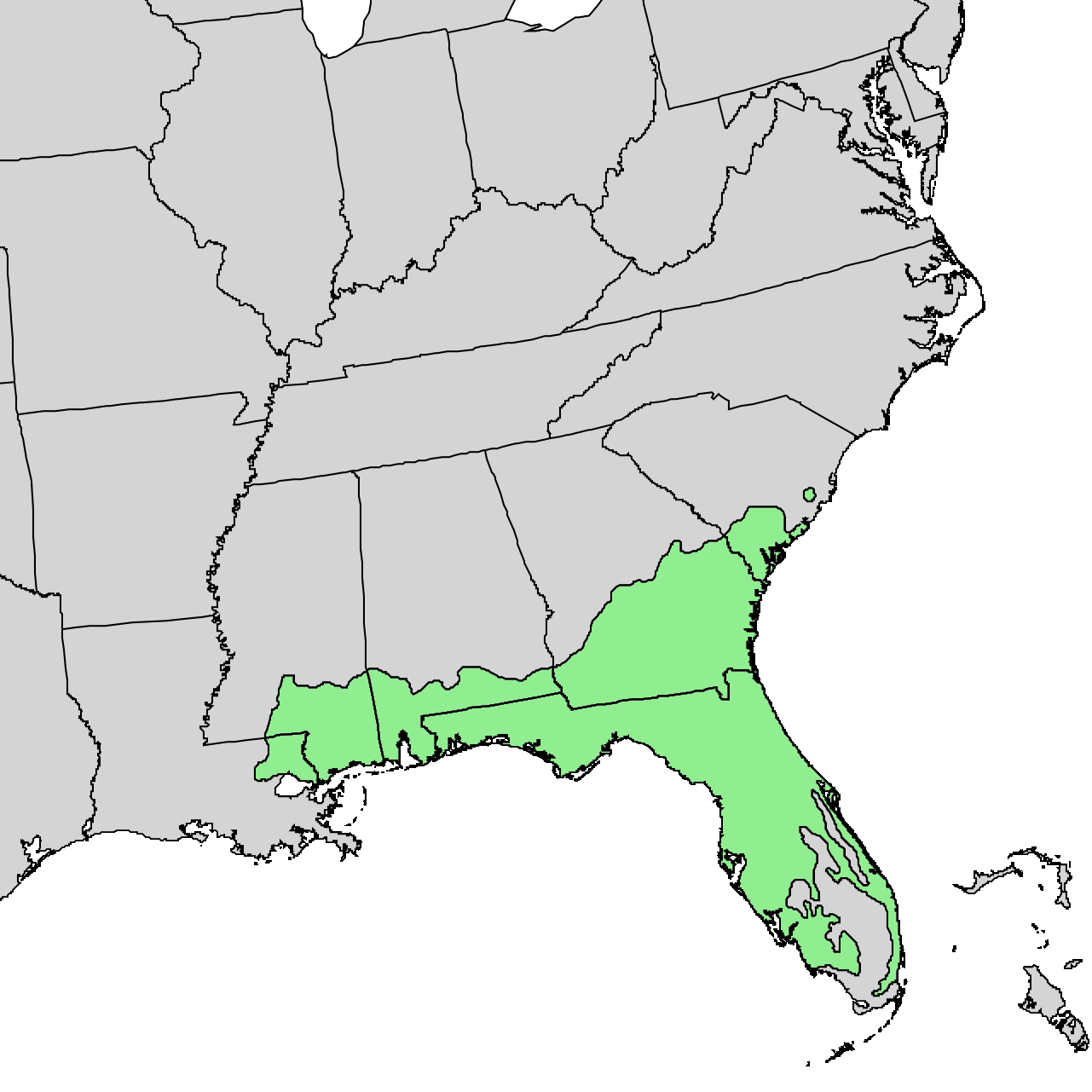
Natürliches Verbreitungsgebiet

Das natürliche Verbreitungsgebiet von Pinus elliottii liegt im Südosten der Vereinigten Staaten und erstreckt sich von South Carolina über Alabama und Georgia bis Mississippi und Louisiana und reicht bis in den Süden von Florida und zu den Florida Keys. Außerhalb des natürlichen Verbreitungsgebiets wurde die Art weltweit in subtropischen und warmgemäßigten Gebieten eingeführt. In Südafrika wird sie zur Holzgewinnung forstwirtschaftlich genutzt und gilt in der südafrikanischen Provinz Mpumalanga als invasive Art. Ähnliches gilt für tiefliegende und eher feuchte Gebiete in Simbabwe und für Gebiete in Australien. In China wird sie in mehreren Provinzen forstwirtschaftlich angebaut.

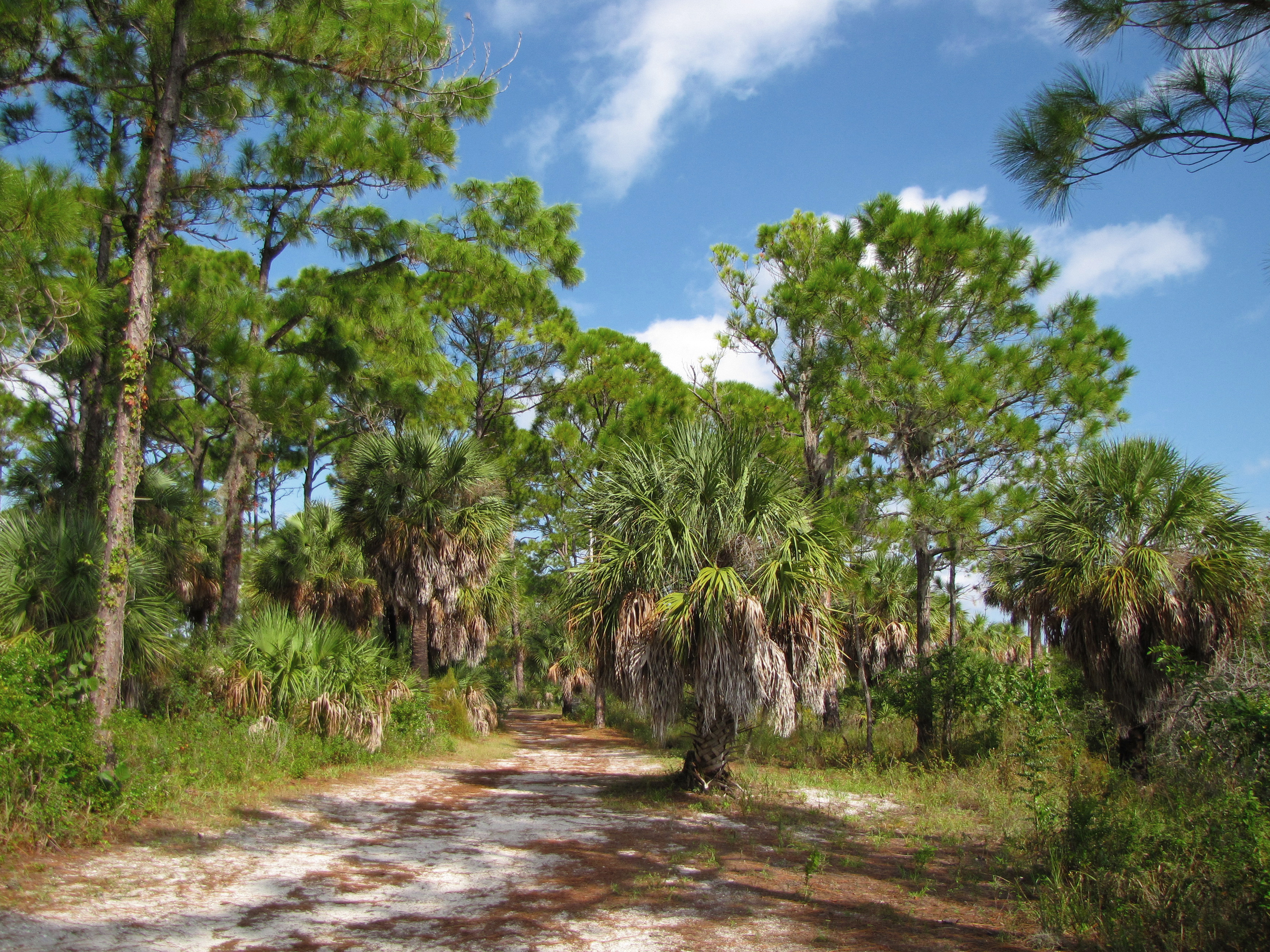
Ein Wald aus Pinus elliottii var. densa zusammen mit mehreren Palmettopalmen (Sabal palmetto) auf Honeymoon Island

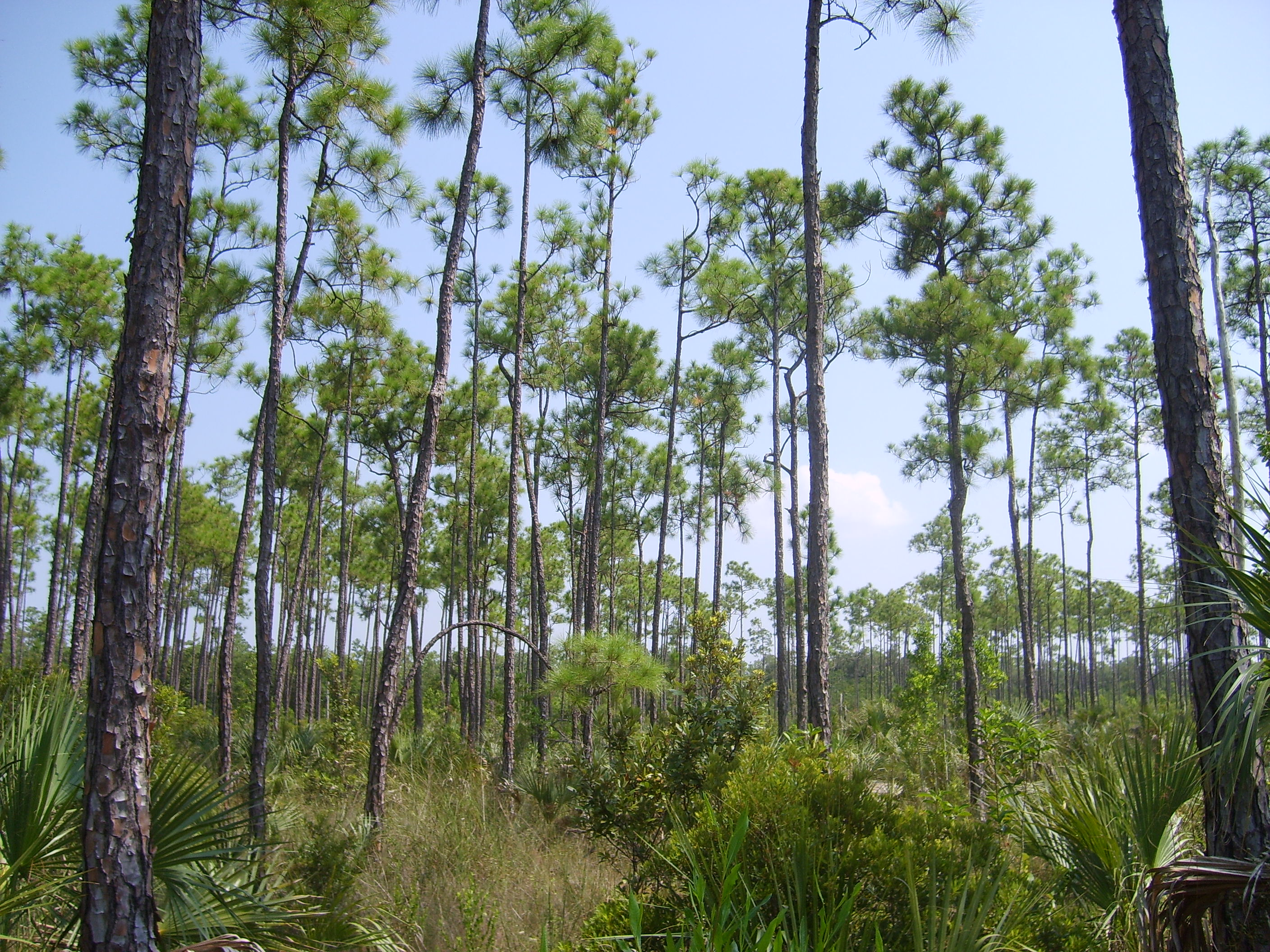
Wald in den Everglades

Die Art wächst im feuchten und warmen, subtropischen Klima in niedrigen Höhen. Der größte Teil der Niederschläge erfolgt in Wolkenbrüchen im Sommer, die mittlere Jahresniederschlagsmenge liegt bei etwa 1270 Millimeter. Die Winter sind mild bis warm und trocken, in klaren Winternächten kann es jedoch zu Frost kommen. Das Verbreitungsgebiet wird der Winterhärtezone 9 zugeordnet mit mittleren jährlichen Minimaltemperaturen von −6,6° und −1,2° Celsius (20 bis 30° Fahrenheit). Häufig wächst Pinus elliottii in Feuchtgebieten, so auf sandigen Inseln in großflächigen Sumpfgebieten wie dem Okefenokee-Sumpf und den Everglades, an Teichufern und entlang von Entwässerungskanälen. Die Wurzeln brauchen jedoch durchlüftete Erde, sodass die Art eigentliche Sümpfe meidet. Auf den Florida Keys wächst die Varietät densa auf besonders nährstoffarmem Karst, der sich aus alten Korallenbänken gebildet hat. Pinus elliottii bildet Reinbestände oder wächst zusammen mit der Weihrauch-Kiefer (Pinus taeda), mit Pinus serotina, der Weißen Scheinzypresse (Chamaecyparis thyoides), der Echten Sumpfzypresse (Taxodium distichum) und verschiedenen Laubbäumen wie dem Schwarzen Tupelobaum (Nyssa sylvatica), dem Wasser-Tupelobaum (Nyssa aquatica), der Sumpf-Magnolie (Magnolia virginiana) und Persea borbonia. Das Unterholz wird häufig durch buschig wachsende Palmen wie die Palmettopalme (Sabal palmetto) und die Sägepalme (Serenoa repens) gebildet. Die Sämlinge der Varietät densa wachsen als Anpassung an die häufigen Bodenfeuer anfangs grasförmig. Sie zeigen kaum Höhenwachstum, bilden aber ein umfangreiches Wurzelsystem. Nach einem Brand bilden die jungen Pflanzen auf den Stämmchen nahe am Grund neue Knospen. In dieser Phase erfolgt die Photosynthese ausschließlich mit den grasförmigen Blättern. Nach einigen Jahren kommt es zu einem Schub im Höhenwachstum, der die Wachstumszone über den durch Feuer gefährdeten Bereich bringt, ohne dass sich dabei Zweige bilden. Erst danach werden Zweige und die übliche Benadelung angelegt.
In der Roten Liste der IUCN wird Pinus elliottii als nicht gefährdet („Lower Risk/least concern“) eingestuft. Es wird jedoch darauf hingewiesen, dass eine Neubeurteilung notwendig ist.

## Systematik und Forschungsgeschichte

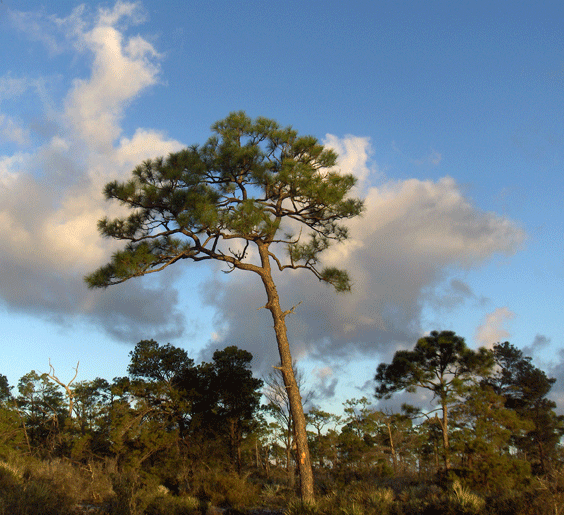
Einzelner Baum

Pinus elliottii ist eine Art aus der Gattung der Kiefern (Pinus), in der sie der Untergattung Pinus, Sektion Trifoliae und Untersektion Australes zugeordnet ist. Sie wurde 1880 von George Engelmann erstmals wissenschaftlich beschrieben. Der Gattungsname Pinus wurde schon von den Römern für mehrere Kiefernarten verwendet. Das Artepitheton elliottii ehrt den Botaniker Stephen Elliott (1771–1830), der sie als erster als eigenes, von der Weihrauch-Kiefer (Pinus taeda) unterscheidbares Taxon einordnete. Ein Synonym der Art ist Pinus heterophylla (Elliott) Sudw.
Die Art bildet mit Pinus echinata, der Sumpf-Kiefer (Pinus palustris) und der Weihrauch-Kiefer (Pinus taeda) Hybride, die auch eine forstwirtschaftliche Bedeutung haben. Kreuzungsversuche mit der Sand-Kiefer (Pinus clausa) und der Pech-Kiefer (Pinus rigida) waren schwieriger umzusetzen aber ebenfalls erfolgreich. Die engste Verwandtschaft besteht mit der Karibischen Kiefer (Pinus caribaea), mit der sie natürliche Hybride bilden kann, wenn die beiden Arten zusammenwachsen.
Es werden zwei Varietäten anerkannt, die sich hauptsächlich durch die Beschaffenheit des Holzes und einem „Grasstadium“ der Sämlinge unterscheiden:
- Pinus elliottii var elliottii: Die Nadeln wachsen meist zu dritt in einer Nadelscheide, die Hypodermis besteht aus zwei bis drei Zellschichten, und es werden je Nadel drei bis fünf Harzkanäle gebildet. Die Basis geöffneter Zapfen ist mehr oder weniger gestutzt. Die Sämlinge bilden keine grasartigen Formen, sondern entwickeln sich nach der Keimung gleichmäßig mit regelmäßigen Internodien und Verzweigungen. Das Verbreitungsgebiet erstreckt sich von South Carolina bis Mississippi und reicht in Florida bis zu den Everglades von Meereshöhe bin in Höhen von 150 Metern. Die Varietät wird als nicht gefährdet eingestuft.[5][4]
- Pinus elliottii var. densa Little & K.W.Dorman: Die Nadeln wachsen häufiger paarweise als zu dritt, die Hypodermis besteht meist aus drei bis vier, selten aus zwei oder fünf Zellschichten und je Nadel werden bis zu neun Harzkanäle gebildet. Die Basis geöffneter Zapfen ist gerundet. Das Holz ist schwerer und härter als das der Varietät elliottii. Sämlinge wachsen anfangs meist grasartig mit kleineren Stämmchen und mit gedrängt stehenden, beinahe endständigen Knospen. Der wachsende Stamm bildet anfangs keine Zweige. Das Verbreitungsgebiet liegt im Süden von Florida und erstreckt sich entlang der Küste bis nach Zentral-Florida, weiters wächst die Varietät auf acht der Lower Florida Keys. Sie wächst in Höhen bis 10 Meter über dem Meeresspiegel. Die Varietät wird als nicht gefährdet eingestuft. Weder das Holz noch das Harz werden wirtschaftlich genutzt. Pinus elliottii var. densa wurde 1952 durch Elbert Luther Little und Keith William Dorman erstbeschrieben. Das Taxon wurde 1982 von Albert Edward Murray als Unterart Pinus elliottii subsp. densa und 1984 von John Silba als eigene Art Pinus densa eingestuft, was jedoch beides nicht anerkannt ist. Die beiden Namen sind daher nur Synonyme.[14][13]

## Verwendung

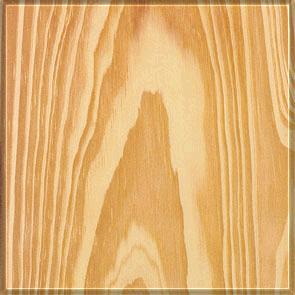
Verarbeitetes Holz von Pinus elliottii

Pinus elliottii ist ein wichtiger Lieferant für Harzprodukte, die für die Seefahrt eingesetzt werden, um Boote wasserdicht zu machen, und um die Takelage zu teeren. Die Bäume werden seit kolonialer Zeit geharzt, der Höhepunkt der Harzproduktion wurde 1930 erreicht. Seitdem ging die Produktion stark zurück, doch werden Bäume auch heute noch bis zu ihrem 20. Lebensjahr geharzt, danach wird ihr Holz zu Zellstoff weiterverarbeitet. Durch Selektion wurden besonders harzreiche Bäume gezüchtet, deren Sämlinge in viele tropische Länder exportiert wurden.
Die Art wird immer häufiger in Plantagen gepflanzt und gilt als wichtiger Lieferant von Holz und Zellstoff. Sie wird auch außerhalb des natürlichen Verbreitungsgebiets sowohl in den Vereinigten Staaten aber auch in subtropischen und warmgemäßigten Gebieten anderer Länder kultiviert. Das Holz wird häufig konserviert als Rundholz beispielsweise zur Herstellung von Pfosten verwendet. Die Rinde und die Nadeln werden als Mulch im Gartenbau eingesetzt, die Art selber wird nur selten in Gärten gepflanzt.